# Accords de l'Élysée

Les Accords de l'Élysée étaient un accord signé au palais de l'Élysée le 8 mars 1949 par l'ancien empereur de la dynastie Nguyễn, Bao Dai, qui donnait à l'État du Vietnam une plus grande indépendance de la France au sein de l'Union française. Elle est entrée en vigueur le 14 juin 1949. Les accords ont été définitivement ratifiés par l'Assemblée nationale française le 29 janvier 1950 et ont été signés par le président français Vincent Auriol le 2 février. L'accord visait à accroître la participation des États-Unis pour soutenir les actions de la France en Indochine ainsi que convaincre Bao Dai que la France accordera une plus grande indépendance au Vietnam. Les accords stipulaient que le Vietnam pouvait mener ses propres affaires étrangères, contrôler ses finances et disposer d'une armée ; cependant, les accords n'ont pas réussi à accorder une indépendance complète.
Les accords ont conduit les États-Unis à passer d'une position de neutralité à soutenir Bao Dai. Les Français décrivent leurs actions en Indochine comme une lutte contre le communisme de Hô Chi Minh tout en tentant de reprendre le contrôle de leurs colonies après la Seconde Guerre mondiale.

## Contenu
L’accord a été comparé au Commonwealth britannique des Nations (British Commonwealth of Nations), mais il s'est révélé insuffisant à bien des égards. Le Vietnam a été habilité à contrôler ses propres finances et la voie a été ouverte à la création de l'Armée nationale vietnamienne. Le Vietnam a obtenu le droit de nommer des diplomates en Chine, en Thaïlande et dans la Cité du Vatican, tandis que le reste de la politique étrangère vietnamienne restait sous contrôle français,.
Le traité stipulait que le Vietnam avait sa propre mission diplomatique, ses propres finances et militaires, bien que le traité n'ait pas fourni une indépendance complète pour le Vietnam. En particulier, diplomatiquement, l'État du Vietnam dépend entièrement de la France lorsque les Français ont le droit de nommer des représentants diplomatiques de l'État du Vietnam, d'accepter ou de désapprouver l'établissement des relations diplomatiques de l'État du Vietnam. La politique étrangère de l'État du Vietnam sera revue et coordonnée sous la direction et la responsabilité du Gouvernement français. Sa Majesté l'Empereur du Vietnam liera son activité diplomatique à celle de l'Union française. Les pays dans lesquels le Vietnam est représenté par une mission diplomatique seront décidés avec l'accord du gouvernement français. Le traité visait également à obtenir le soutien des États-Unis pour la lutte contre le Viet Minh et à amener les États-Unis à passer d’une position neutre à soutenir la nation vietnamienne.
Par ce traité, la France a transféré les droits et obligations internationaux du Vietnam à l'État du Vietnam en tant qu'État successeur de la France. Avec le plaidoyer de la France, le Vietnam a été admis dans de nombreuses organisations internationales relevant du système des Nations unies telles que l'Organisation internationale du travail (OIT - juin 1951), l'Organisation des Nations Unies pour l'alimentation et l'agriculture (FAO - novembre 1950), l'Organisation des Nations Unies pour l'éducation, la science et la culture (UNESCO - juin 1951)... La nation vietnamienne a assisté à la conférence de San Francisco de 1950, qui a officiellement affirmé la souveraineté du Vietnam sur les Paracels et les Spratlys, puis a repris et administré les deux archipels de la France en tant qu'État héritier.
La plupart des pays occidentaux, tout en ne reconnaissant pas la République démocratique du Vietnam, ont établi des relations diplomatiques et échangé des ambassadeurs avec l’État du Vietnam. Ils considèrent l'État vietnamien comme l'État représentatif du Vietnam. Cependant, selon l'article 3 de la Convention de Montevideo, la reconnaissance n’a donné lieu qu’à des relations diplomatiques et n'a pas créé un nouvel État.

## Révision
Selon une analyse juridique, l'Accord de l'Élysée est illégal pour les deux signataires pour les raisons suivantes:
- Les Français n’avaient plus de statut juridique international au Vietnam après que le roi Bao Dai ait publié une déclaration en mars 3, qui a aboli les traités signés par la dynastie Nguyen avec la France.
- Bao Dai n'a plus non plus de statut légal pour représenter le pays, car il a abdiqué le 25 août 1945 et n'est qu'un citoyen ordinaire.
- Le gouvernement représentait le Vietnam, puis la République démocratique du Vietnam. Tout document signé par un citoyen vietnamien avec un gouvernement sans l'autorisation du gouvernement de la République démocratique du Vietnam est nul et non avenu.

En réponse aux actions de la France et du Gouvernement national du Vietnam, le Gouvernement de la République démocratique du Vietnam déclare au monde que seul le Gouvernement de la République démocratique du Vietnam est le seul gouvernement légitime de l'ensemble du peuple vietnamien. La déclaration a rapidement gagné du soutien lorsque, le 18 janvier 1, la République populaire de Chine et l'Union soviétique et d'autres pays socialistes ont reconnu et établi des relations diplomatiques avec le gouvernement de la République démocratique du Vietnam
Dans une interview accordée au Republic of China Daily le 3 avril 4, le président Hô Chi Minh a répondu à la question sur l'accord de l'Élysée comme suit :
"Pour les Vietnamiens, ce n’est qu’un morceau de papier. Cette fausse unité et cette indépendance ne trompent personne. Même le peuple français et l’opinion mondiale l’ont compris et dénoncé. Lorsque l’armée coloniale française sera complètement retirée du Vietnam, il y aura réunification et indépendance.",
Selon Ho Chi Minh-Ville Arts Weekly, lorsqu'il a ensuite accordé une interview à Daniel Grandclément sur son temps en tant que chef d’État national du Vietnam, Bao Dai a admis à lui-même: « Je suis la vraie pute».

## Effets
Alors que le sentiment visait à empêcher la poursuite du nationalisme, les accords de l'Élysée ont eu l'effet inverse : montrer aux nationalistes vietnamiens que les Français n'étaient pas disposés à compromettre leurs intérêts en Indochine. Ngo Dinh Diem a rejeté une offre de Premier ministre dans le nouveau Vietnam, affirmant que « les aspirations nationales du peuple vietnamien ne seront satisfaites que lorsque notre nation obtiendra le même statut dont jouissent l'Inde et le Pakistan ».
Le 22 juillet 1949, le Département d'État américain (Department of State) a déclaré que les accords de l'Élysée constituaient une évolution qui répondait aux aspirations du peuple vietnamien, même si les États-Unis n’ont pas immédiatement reconnu le nouvel État, à la grande déception de la France. Le soutien américain au Sud-Vietnam a augmenté régulièrement en 1949 et 1950 et avec la perte de la Chine en octobre 1949 et la reconnaissance de la République démocratique du Vietnam par l'Union soviétique en janvier 1950, les États-Unis ont finalement reconnu le gouvernement Bao Dai en février et lui ont accordé 15 millions de dollars d'aide militaire.

## Source
- (en) Cet article est partiellement ou en totalité issu de l’article de Wikipédia en anglais intitulé « Élysée Accords » (voir la liste des auteurs).
- (vi) Cet article est partiellement ou en totalité issu de l’article de Wikipédia en vietnamien intitulé « Hiệp định Élysée (1949) » (voir la liste des auteurs).